# حصة هلال
حصة هلال هي شاعرة سعودية، نشرت سابقاً تحت اسم مستعار وهو «ريمية»، اكتسبت شهرتها خارج الوطن العربي عندما ألقت قصيدة ضد فوضى الفتوى في برنامج شاعر المليون، وهي مسابقة شعرية إماراتية من نوع تلفزيون الواقع، وكانت أول امرأة تصل إلى النهائيات.

## حياتها المبكرة وعملها
اسمها كاملاً حصة هلال المليحان العنزي، ولدت في الشمال الغربي للمملكة العربية السعودية بالقرب من الأردن في مجتمع بدوي، وشرعت في كتابة الشعر منذ عمر الثانية عشرة في موضوعات الكتابة والعدالة، وكانت تخفي الأمر عن أهلها نظراً لرفضهم. تلقت دراستها الثانوية في البحرين حيث درست الأدب الإنجليزي الكلاسيكي، لكنها لم تلتحق بالجامعة لأسباب مالية.
وقد تمكنت من نشر بعض قصائدها في صحف ومجلات سعودية بينما كانت تعمل في وظيفة مكتبية بمشفى بالرياض، واستخدمت العائد المادي لقصائدها الأولى في شراء جهاز فاكس لتتمكن من الكتابة في القسم الأدبي من المنزل. عملت حصة هلال كمحررة ومراسلة للعديد من المجلات والصحف في السعودية والخليج العربي، وكانت أيضاً مشرفة ملف الشعر في جريدة الحياة. وقد نشرت مجموعتين شعريتين، هما: «لهجة الهيل» و«النداوي». وخلال كل هذا الوقت كانت تكتب تحت اسمها المستعار «ريمية».
تقول حصة أن الزواج منحها حرية بعيداً عن أهلها، وأن أبناءها الأربعة هم مصدر استقرار لها، وزوجها شاعر أيضاً. كانت تريد الاشتراك في برنامج شاعر المليون في المواسم الأولى، لكن زوجها كانت غير رافض لكنه متردد في إعطائها الإذن الخطي الذي تحتاجه كامرأة سعودية للسفر خارج البلاد، حتى منحها إياه في الموسم الرابع.

## شاعر المليون
| شفت شر يتوايق من عيون الفتاوي .. في زمانٍ حلاله ملقحينه حرام |
| —حصة هلال                                                   |

أشاد حكام وجمهور شاعر المليون بحصة وشعرِها بحماس، وقال أحد الحكام: «إن قوتها تكمن في ابتكار الصور، وإن شعرها لقويٌّ، ولديها دائماً رسالة ورأي قوي حتى في الموضوعات المثيرة للجدل». أشهر قصائدها «فوضى الفتاوي» التي انتقدت فيها رجال الدين الهمج في بلدها في تفعيلات مقفاة، والعنف والحجر على الحقوق النابع من موقفهم الأصولي المتطرف. ويعتقد أن القصيدة رد على فتوى الشيخ «عبد الرحمن البراك» الذي أصدر فتوى أجاز بها قتل من يستبيح الاختلاط بين الجنسين. تلقت حصة تهديدات بالقتل على شبكة الإنترنت بعد هذه القصيدة، وقالت أنها تستخدم تشبيهات ولغة تحريضية في قصائدها، كالتشبيهات التي منحتها لرجال الدين الأصوليين التي تستدعي صورة الانتحاريين؛ لأن التطرف -كما ذكرت- أمر بشع ولا يمكن التعبير عنه بطريقة أخرى. في الأسبوع التالي كانت قصيدة حصة في البرنامج تتكون من 15 بيتاً، وعن موضوع مشابه، فازت بها بأعلى درجة في الجولة وتأهلت للجولة النهائية، وأثنى الحكام على شجاعتها.
قصيدة هلال في الجولة قبل الأخيرة قالت أن الإعلام - وهو الموضوع الذي اختارته لجنة التحكيم- يمكن أن يستخدم لمحاربة الجهل والرقابة.
احتلت هلال المركز الثالث في المسابقة، وفازت بثلاثة مليون درهم، كما شجعت السيدات على حضور الجولة النهائية أكثر من ذي قبل، وقد حصلت على أعلى درجة من لجنة التحكيم التي تشكل 60% من النتيجة النهائية للمتسابق، لكنها لم تنل قدراً كافياً من تصويت الجمهور لتربح المسابقة.
وأثنت صحيفة الإندبندنت على البرنامج، وقالت أنه يعزز من الشعر التقليدي، ويصل إلى عدد من الجمهور المحافظ أكبر مما تفعله برامج المواهب المتأثرة بالبرامج الغربية. وأضافت حصة أنه مثلما يستخدم رجال الدين المتطرفون كلمات وعبارات دينية متأصلة في نفوسنا ليحظوا بالتأييد؛ يجب أن يواجه المعتدلون ذلك باستخدان خطاب مماثل بدلاً من لغة حديثة لن تصل للناس. يرجح المحللون أن هذا الشكل من الشعر يتزايد استخدامه لمناقشة المشكلات الاجتماعية، وأن مشاركة حصة هلال سوف تعزز هذا الاتجاه.
لفت مظهر حصة في البرنامج مرتديةً النقاب نظر الإعلام، وقد ذكرت أنها فعلت ذلك لئلا يتعرض أقاربها الذكور -الذين يدعمون شعرها- للانتقاد من قبل رجال آخرين، وأنها تتمنى ألا تضطر بناتها لتغطية وجوههن. وقالت أن تجربتها في السفر خارج المملكة العربية السعودية مرتدية النقاب من الأمور التي دفعتها لكتابة قصيدة «فوضى الفتاوي»؛ فردود الأفعال السلبية التي تلقتها من الغربيين جعلتها تفكر فيما فعله المتطرفون من تشويه لسمعة المسلمين.

## أعمال لاحقة
بعد مشاركتها في برنامج «شاعر المليون»، نشرت هلال عدة كتب أخرى.
- كتاب «الطلاق والخلع شعراً» قراءة في وضع المرأة في المجتمع البدوي والشعر النبطي كشاهد (2010)، وهي مجموعة من القصائد المكتوبة قبل عام 1950 بواسطة سيدات بدويات. تعتبر حصة أن هذه القصائد تعكس حرية الرأي والاستقلالية التي تمتعت بها النساء في المملكة العربية السعودية في الأجيال السابقة.[8][18]

يتألف الكتاب من قصائد لخمسين شاعرة من قبائل بدوية مختلفة، ويتكون من قسمين: «حق الاختيار» و«رفض ومقاومة»، ويختلف تاريخ كتابة القصائد؛ فالأقدم ترجع إلى قرنين، والأحدث عمرها أربعون عاماً، كما قالت هلال عن هذا الكتاب. الكثير من القصائد في الكتاب جُمِعت سابقاً بواسطة عبد الله بن رضاس في الخمسينات والستينات، وتستند إلى قصص من التاريخ الشفهي عن نساء طلبن الانفصال عن أزواجهن لأسباب عديدة، أو عن نساء كن قويات بما فيه الكفاية في استجابتهن للطلاق الذي بدأه الزوج. مجموعة حصة هلال تختلف مع الفكرة السائدة بأن المجتمع الحديث أكثر تحضراً من المجتمع القبلي، وتوضح الفروق بين أدوار الجنسين في المجتمعات الصحراوية البدوية والمجتمعات الحضرية.
- «التنوير» (2011) وهو تجميع لقصائد هلال من العقد الماضي،[18] ويشمل «فوضى الفتاوي».[19]

## روابط خارجية
- حصة هلال على موقع IMDb (الإنجليزية)